# Achim Joos
Achim Joos (* 9. Februar 1978 in Calw) ist ein deutscher Gleitschirmpilot. Joos wurde neben weiteren internationalen Erfolgen Gesamtweltcupsieger, Weltcupeventsieger und mehrfacher deutscher Meister. Achim Joos gehört zu den weltweit erfolgreichsten Gleitschirmwettbewerbspiloten.

## Leben
Joos begann in frühester Jugend mit dem Fliegen.
Als Soldat der Sportfördergruppe der deutschen Bundeswehr konnte er sich dem Gleitschirmfliegen schon früh voll widmen.
Joos war von 1997 bis 2005 Mitglied des deutschen Nationalteams. Bereits im Jahr 2000 wurde er als 22-Jähriger bei den Europameisterschaften in Garmisch-Partenkirchen Dritter, 2001 und 2004, 2005 sowie 2006 wurde er Deutscher Meister.
Als Höhepunkt seiner Fliegerkarriere gewann er, nach vielen Siegen und vorderen Plätzen bei international angesehenen Wettbewerben, 2003 den Paragliding World Cup. Achim Joos gehört zu den weltweit erfolgreichsten Gleitschirmpiloten.
2010 beendete Joos mit dem Diplom sein Wirtschaftspsychologiestudium. Seit 2011 leitet er als Geschäftsführer die Gleitschirmschule Freiraum in Ruhpolding.

## Erfolge
- 2006
- 1. German Champion
- 2005
- 2. World Championship / Team
- 1. Int. German Championship
- 1. German Champion
- 2004
- 1. World Cup Kayseri
- 1. German Champion
- 1. Int. German Championship
- 1. German League
- 3. World Cup Abtenau
- 2003
- 1. Word Cup Champion Overall
- 2. World Cup La Clusaz
- 3. World Championship / Team
- 2002
- 1. World Cup Erzincan
- 2. European Championship / Team
- 2001
- 1. German Champion
- 2. World Championship / Team
- 2000
- 3. European Championship
- 3. European Championship / Team
- 1999
- 3. World Championship / Team